# Convento e chiesa di Santa Maria a Ripa (Montecatini Terme)
Il convento e la chiesa di Santa Maria a Ripa si trovano a Montecatini Alto, frazione di Montecatini Terme, in provincia di Pistoia.

## Storia e descrizione
L'edificio monastico del XVI secolo si caratterizza per il suo stile severo, soprattutto nei due chiostri realizzati a grandi pilastri. Si accede alla chiesa da una scalinata in pietra, che probabilmente risale ad epoca romanica, come anche la facciata, con tetto a capanna, alleggerita solo da due finestre sopra il portale.
All'interno, ad unica navata con soffitto a volte a crociera, sono stati riportati alla luce affreschi del XVIII secolo, periodo a cui risale anche l'organo con mostra in legno intagliato, dorato e dipinto. Durante i restauri sono emersi altri affreschi frammentari anche nella cappella di sinistra. Qui si trovava una tavola trecentesca con la Madonna col Bambino (fine XIV secolo), ora conservata all'interno del convento.